# Astroneer
Astroneer er et sandbox adventure spil, udviklet af System Era Softworks. Spillet blev udgivet i tidlig adgang den 16. december 2016, og det fulde spil blev udgivet den 16. februar 2019. I Astroneer skal man kolonisere planeter, bygge en base, mine ressourcer, og udforske. Spillet er low-poly stil, og bruger Unreal Engine som spilmotor. Spillet er singleplayer og multiplayer. Astroneer er et third-person (tredje-person) type spil. Astroneer er udgivet på Microsoft Windows og Xbox One.
| computerspil | Spire Denne computerspilsrelaterede artikel er en spire som bør udbygges. Du er velkommen til at hjælpe Wikipedia ved at udvide den. |